# Kohlenstoffdioxid in der Erdatmosphäre

CO_{2}-Fluss aus der Biosphäre im Verlauf des 8. Juli 2006, also im Nordsommer (NOAA-Carbon Tracker, 3-Stunden-Schritte), negativer Fluss, durch pflanzliche Photosynthese auf der Tagseite, ist in blauen Farbtönen dargestellt

Gleiches am 28. Dezember 2006, nun überwiegt die Aktivität auf der Südhalbkugel

Kohlenstoffdioxid (CO2), allgemeinsprachlich Kohlendioxid, ist als Spurengas mit einem Volumenanteil von etwa 0,04 % (etwa 400 ppm) in der Erdatmosphäre enthalten. Der Massenanteil beträgt etwa 0,06 % (Stand 2009).
Kohlenstoffdioxid ist als Spurengas für das Leben auf der Erde in vielerlei Hinsicht von elementarer Bedeutung: Pflanzen nehmen die für sie lebensnotwendige Kohlenstoffverbindung auf, bilden daraus Biopolymere und geben Sauerstoff ab (Photosynthese). Bei der Atmung der allermeisten Lebewesen wird Kohlenstoffdioxid freigesetzt und in die Erdatmosphäre abgegeben.
Als Treibhausgas beeinflusst CO2 durch den Treibhauseffekt das Klima der Erde und durch seine Löslichkeit in Wasser den pH-Wert der Ozeane wesentlich. Im Verlauf der Erdgeschichte schwankte der atmosphärische CO2-Gehalt erheblich und war häufig an einer Reihe gravierender Klimawandel-Ereignisse direkt beteiligt.
Im April 2021 wurde am Mauna-Loa-Observatorium auf Hawaii erstmals eine Konzentration von mehr als 420 ppm gemessen, im Mai 2025 erstmals über 430 ppm. Über große Teile der vorindustriellen Epoche bis etwa zur Mitte des 19. Jahrhunderts lag dieser Wert noch im Bereich von 280 ppm.

## Kohlenstoffkreislauf

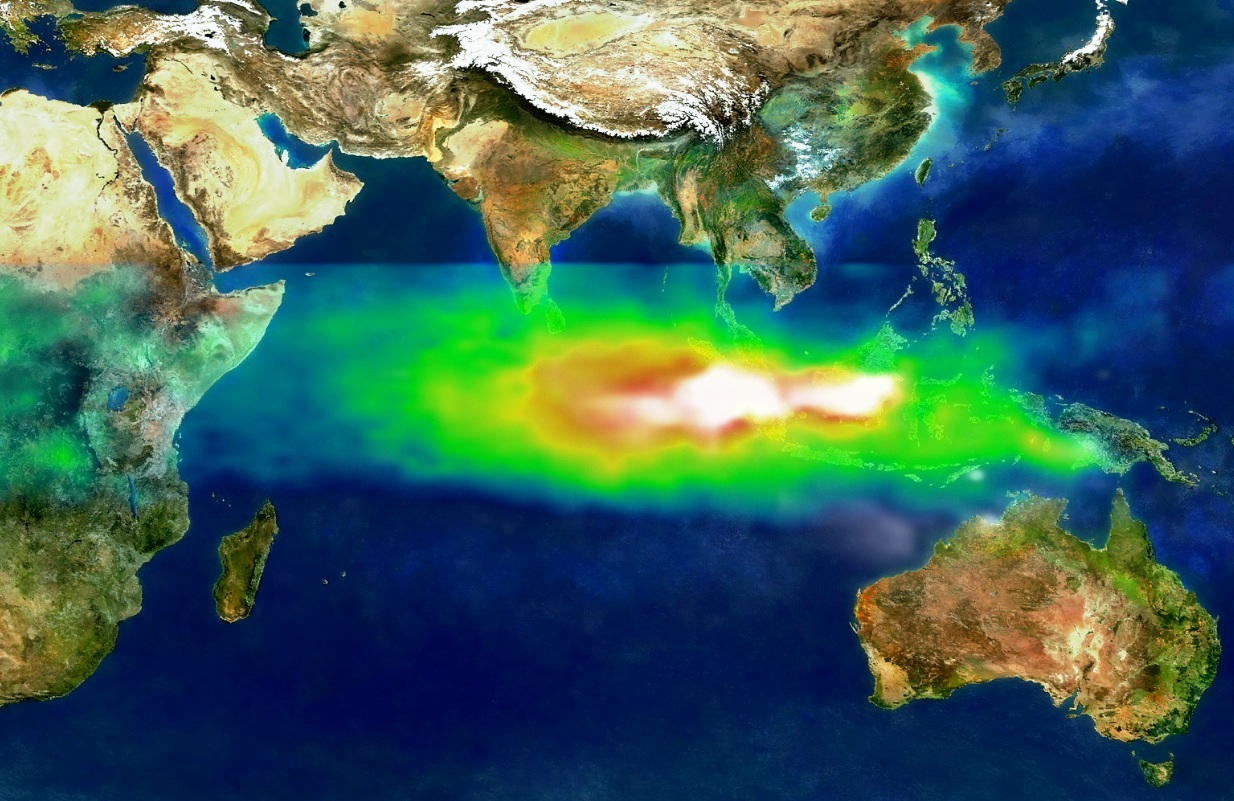
Falschfarben-Bild der Rauch- und Ozon-Verschmutzung durch Feuer in Indonesien im Jahr 1997

Im Kohlenstoffzyklus wird ständig eine sehr große Menge an Kohlenstoff zwischen der Atmosphäre und anderen Depots, wie z. B. Meeren, Lebewesen und Böden ausgetauscht. In der Atmosphäre befanden sich vor Beginn der Industrialisierung etwa 590 Gt Kohlenstoff. Diese Menge steigt seitdem durch menschliche Emissionen; in den 2010er Jahren waren etwa 870 Gt Kohlenstoff in der Atmosphäre, was in Form von CO2 knapp 6,3 kg pro m2 der Erdoberfläche entspricht. Die meisten CO2-Quellen haben einen natürlichen Ursprung und werden durch natürliche CO2-Senken ausgeglichen. Die atmosphärische Kohlenstoffdioxidkonzentration wird vom Stoffwechsel der Lebewesen auf der Erde, aber auch von Reaktionen beeinflusst, die unabhängig von jeglichem Leben ablaufen und ihren Ursprung in physikalischen und chemischen Prozessen haben. Die Zeitkonstante, d. h. die Geschwindigkeit dieser Vorgänge, variiert stark und reicht von wenigen Stunden bis zu vielen Jahrmillionen.
Die Kohlenstoffdioxidkonzentration der jungen Erde hatte ihren Ursprung in vulkanischer Aktivität, die der Atmosphäre bis heute Kohlenstoffdioxid zuführt und aktuell ca. 150 bis 250 Megatonnen Kohlenstoffdioxid jährlich freisetzt. Seit Bestehen der Erde wird das Spurengas durch Verwitterung von Gestein wieder aus der Atmosphäre entfernt. Ein Teil wird auch durch biogene Sedimentation abgelagert und dem Kreislauf damit entzogen.
Diesen abiotischen Prozessen stehen erheblich größere Stoffströme gegenüber, die von der Atmung von Lebewesen herrühren. Zu den natürlichen Kohlenstoffdioxid-Quellen zählt auch die Verbrennung organischen Materials durch Waldbrände.
Da sich CO2 gut in Wasser löst, beeinflusst eine Konzentrationsänderung dieses Spurengases in der Luft auch den Gehalt an Kohlensäure und damit den pH-Wert der Meere und Seen der Erde. Der Anstieg der atmosphärischen Kohlenstoffdioxidkonzentration seit Beginn der industriellen Revolution führt daher sowohl zu einer Versauerung der Meere – fast die Hälfte des vom Menschen in die Atmosphäre eingebrachten Kohlenstoffdioxids ist in den Weltmeeren gelöst – als auch zur Versauerung von Süßwasserseen.

### Wechselwirkung mit Pflanzen

Abhängigkeit der Photosyntheserate von der CO_{2}-Menge in der Luft bei C_{3}- und C_{4}-Pflanzen.

Pflanzen wandeln Kohlenstoffdioxid mit Hilfe der Photosynthese in Zucker, insbesondere Glucose, um. Die für diese Reaktion nötige Energie gewinnen sie über die Absorption von Sonnenlicht durch Chlorophyll; als Abfallprodukt entsteht Sauerstoff. Dieses Gas wird von den Pflanzen in die Atmosphäre abgegeben, wo es anschließend für die Atmung heterotropher Organismen und anderer Pflanzen benutzt wird; damit entsteht ein Kreislauf. Durch diese Stoffströme wird das Kohlenstoffdioxid der Atmosphäre durchschnittlich alle 3 bis 5 Jahre vollständig ausgetauscht. Landpflanzen nehmen hierbei bevorzugt das leichtere Kohlenstoffisotop 12C auf. Dieser Effekt kann mit Hilfe von Isotopenuntersuchungen gemessen werden.
Der natürliche Zerfall organischen Materials in Wäldern und Grasland sowie in der Natur immer wieder auftretende Brände führen zu einer jährlichen Freisetzung von ca. 439 Gigatonnen Kohlenstoffdioxid. Neues Pflanzenwachstum gleicht diesen Effekt vollständig aus, denn dadurch werden jährlich ca. 450 Gigatonnen absorbiert.
Die vorindustrielle Konzentration von 280 ppm, aber auch die gegenwärtig deutlich erhöhte Konzentration von über 400 ppm liegt für C3-Pflanzen unterhalb des für ein ideales Wachstum optimalen Wertes. In Gewächshäusern wird der Kohlenstoffdioxidgehalt der Luft deshalb künstlich auf Werte von 600 ppm und mehr angehoben. Durch diese Kohlenstoffdioxid-Düngung kann das Pflanzenwachstum bei sonst idealen Bedingungen um bis zu 40 % gesteigert werden. In der Natur ist eine derart hohe Wachstumssteigerung durch CO2-Düngung jedoch nur dort zu erwarten, wo das Pflanzenwachstum nicht durch Knappheit von Nährstoffen und/oder Wasser begrenzt wird. Über den Zeitraum von 1982 bis 2010 ist ein signifikanter, global nachweisbarer Effekt durch CO2-Düngung festgestellt worden. Daneben wurde im Jahr 2010 von der Biosphäre auch doppelt so viel Kohlenstoffdioxid resorbiert wie im Jahre 1960; die menschengemachten Emissionen vervierfachten sich jedoch in diesem Zeitraum. Zwar sind 90 % aller Pflanzenarten C3-Pflanzen, jedoch sind 40 % der Erdoberfläche von C4-Pflanzen besiedelt (wie Mais, Zuckerrohr oder Hirse), deren ökologische und ökonomische Bedeutung daher hoch ist. Ähnlich wie die an sehr trockene und warme Habitate angepassten CAM-Pflanzen reagieren C4-Pflanzen auf eine CO2-Düngung nur mit einer Wachstumssteigerung von wenigen Prozent, da sie das Spurengas schon in der vorindustriellen atmosphärischen Konzentration sehr gut aufnehmen konnten.

### Auswirkungen des Klimawandels
Die Leistungsfähigkeit des für die Photosynthese von Pflanzen verantwortlichen Enzyms Rubisco hängt von seiner Temperatur sowie von der CO2-Konzentration in der Umgebungsluft ab. Obwohl die Toleranz gegenüber höheren Temperaturen mit steigender CO2-Konzentration ebenfalls steigt, ist zu erwarten, dass die mit der Erhöhung des CO2-Gehalts der Atmosphäre verbundene globale Erwärmung bei einigen Pflanzenarten zu einer abnehmenden Photosyntheserate und damit abnehmenden Primärproduktion führt.
Der Einfluss erhöhter Kohlenstoffdioxid-Konzentration, die bisher bei einigen Kulturpflanzen als vorteilhaft angesehen wird, wurde im Hinblick auf die Biosphäre im Rahmen des FACE-Experiments untersucht. Dabei zeigten sich – je nach Pflanze – unterschiedliche Ergebnisse.
2016 wurde bestätigt, dass mit steigender atmosphärischer CO2-Konzentration in Verbindung mit erhöhten Temperaturwerten sowie der Wasserdampf-Rückkopplung die Starkregenereignisse zunehmen.

## Räumliche und zeitliche Schwankungen der atmosphärischen Konzentration
Da der Stoffwechsel von Pflanzen unmittelbar vom Licht abhängt, schwanken bodennahe CO2-Konzentrationen im Tagesgang. Bei ausreichender Pflanzendecke zeigt sich in der Nacht ein Maximum und am Tag ein Minimum. In und um Ballungszentren ist die CO2-Konzentration hoch, in Wäldern im Vergleich zum Umland jedoch deutlich abgesenkt. In einigen Regionen Südamerikas und Afrikas treten Schwankungen von ca. 60 ppm im Tagesverlauf auf. In geschlossenen Räumen kann die Konzentration bis zum Zehnfachen des Durchschnittswerts der mittleren Konzentration in freier Natur ansteigen.
Bei Betrachtung des Verlaufs der Konzentration über mehrere Jahre ist eine jährliche Schwankung in Höhe von 3–9 ppmv erkennbar, die in der Vegetationsperiode der Nordhemisphäre ihre Ursache hat. Der Einfluss der Nordhemisphäre dominiert den jährlichen Zyklus der Schwankung der Kohlenstoffdioxidkonzentration, denn dort befinden sich weit größere Landflächen und somit eine größere Biomasse als auf der Südhemisphäre. Die Konzentration ist im Mai auf der Nordhemisphäre am höchsten, da das im Frühling stattfindende Ergrünen zu dieser Zeit beginnt; sie erreicht ihr Minimum im Oktober, wenn die Photosynthese betreibende Biomasse am größten ist.
Aufgrund der Temperaturabhängigkeit des pflanzlichen Stoffwechsels ergibt sich auch ein Unterschied zwischen äquatornahen CO2-Konzentrationen mit den in arktischen Breiten gewonnenen Daten; diese zeigen den jahreszeitlichen Einfluss der Wachstumsperiode: Während der Jahresgang der Kurven äquatornah nur ca. 3 ppm beträgt, liegt er in arktischen Breiten bei 20 ppm.
Bei der Erforschung der Kohlenstoffdioxidkonzentration der Erdatmosphäre leistete Charles Keeling Pionierarbeit. Dieser beschrieb in den späten 1950er Jahren nicht nur erstmals die oben erwähnten Oszillationen, sondern konnte mit Hilfe der von ihm erstellten Keeling-Kurve auch erstmals belegen, dass der Mensch die Konzentration dieses Spurengases erhöht.

## Bedeutung als Treibhausgas

Illustration der Streck- und Biegeschwingungen des Kohlenstoffdioxids, die durch die Absorption von Infrarotstrahlung angeregt werden.

CO2 ist ein bedeutendes Treibhausgas: Es absorbiert und emittiert Infrarotstrahlung bei Wellenlängen von 4,26 µm und 14,99 µm (asymmetrische Streck- bzw. Biegeschwingung). Modellrechnungen deuten an, dass die Differenz des Flux der langwelligen Strahlung (Flux-Differenz mit und ohne Treibhaus-Gase) an der Oberfläche der Atmosphäre einen Wert von 26 % (bei klarem Himmel) hat. Nur die Senkung der Kohlenstoffdioxid-Emissionen kann, wegen der Langlebigkeit von CO2 in der Atmosphäre, langfristig Abhilfe gegen die Klimaerwärmung schaffen.
60 % des Treibhauseffekts sind zwar auf Wasserdampf zurückzuführen, jedoch hängt die Konzentration von Wasserdampf in der Erdatmosphäre über die Clausius-Clapeyron-Gleichung allein von der globalen Durchschnittstemperatur der Erde (d. h. vom Dampfdruck) ab und lässt sich nur darüber dauerhaft verändern. Wasserdampf wirkt auf diese Weise lediglich verstärkend auf globale Temperaturveränderungen. Damit ist Kohlenstoffdioxid das wichtigste Treibhausgas, dessen Konzentration nachhaltig unmittelbar geändert werden kann. Das Treibhauspotential anderer Spurengase wird auf das von CO2 bezogen.
Seit Mitte des 19. Jahrhunderts steigt die CO2-Konzentration durch menschliche Aktivitäten an. Eine Verdoppelung der atmosphärischen CO2-Konzentration vom vorindustriellen Wert von 280 ppm auf 560 ppm würde nach gegenwärtigem Stand der Wissenschaft wahrscheinlich zu einer globalen Erwärmung um 3 °C führen. Dieser Wert wird Klimasensitivität genannt.

## Verlauf in der Erdgeschichte

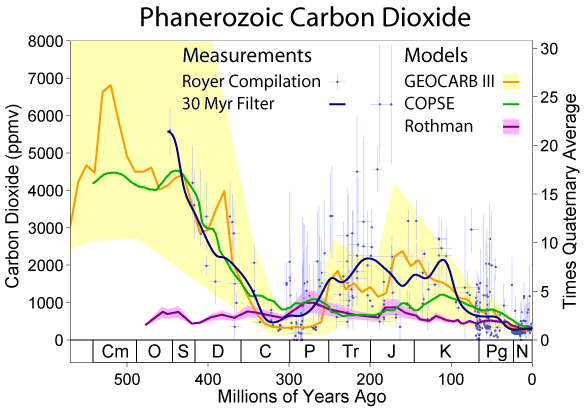
Veränderungen der CO_{2}-Konzentration während des Phanerozoikums, also während der letzten 542 Millionen Jahre. Jüngere Daten befinden sich auf der rechten Seite des Diagramms. Der Graph beginnt links in der Zeit, bevor pflanzliches Leben an Land existierte und während der die Leistung der Sonne um 4 bis 5 % niedriger war als heute. Bewegt man sich in der Grafik nach rechts, nähert sich die Sonnenleistung schrittweise dem heutigen Niveau, während sich die Vegetation ausbreitet und große Mengen an Kohlenstoffdioxid aus der Atmosphäre entfernt. Auf der ganz rechten Seite der Grafik sind die heutigen CO_{2}-Niveaus dargestellt. Dieser Bereich ist auf der Abszisse des Diagramms mit dem Buchstaben N für Neogen markiert; in dieser Zeit entwickelte sich die Spezies Mensch. Das Holozän, also die letzten ca. 10.000 Jahre, ist wegen der vergleichsweise kurzen Zeitdauer im Diagramm nicht erkennbar und daher nicht markiert.

Leben, aber auch abiotische Prozesse hatten seit jeher einen großen Einfluss auf die Kohlenstoffdioxidkonzentration in der Erdatmosphäre, diese wurden jedoch auch davon geprägt. Es besteht also eine wechselseitige Beziehung.

### Regelmechanismus der Erde
Erdgeschichtlich war der hauptsächlich vom Kohlenstoffdioxid verursachte Treibhauseffekt von entscheidender Bedeutung. Die Konzentration der Treibhausgase – insbesondere von Kohlenstoffdioxid und Methan – unterlag im Laufe der Erdgeschichte mehrmals starken Schwankungen, hat jedoch über den gesamten Zeitraum betrachtet infolge eines selbstregulierenden Mechanismus stark abgenommen. Erhöhte Temperatur bewirkte verstärkte Verwitterung der Erdoberfläche und Ausfällung von Kohlenstoffdioxid im Meer in Form von Kalk. Dadurch nahm der Kohlenstoffdioxidgehalt ab, wodurch die Temperatur sank und Verwitterung und Ausfällung abnahmen. Die Temperatur pendelte sich in der Folge wieder auf den alten Wert bei einem niedrigeren Kohlenstoffdioxidgehalt in der Atmosphäre ein.
Das Paradoxon der schwachen jungen Sonne beschreibt, wie es trotz einer schwachen Sonne zu erhöhten Temperaturen auf der jungen Erde kam. Die Leuchtkraft der Sonne ist seit ihrer Entstehung vor 4,6 Milliarden Jahren um etwa 30 % angestiegen. Dies ist vor dem Hintergrund zu betrachten, dass eine Verdoppelung oder Halbierung der vorindustriellen CO2-Konzentration von 280 ppm dieselbe Veränderung des Strahlungsantriebs bewirkt wie eine Veränderung der Solarkonstante um nur 2 %.
Bei der Großen Sauerstoffkatastrophe vor etwa 2,4 Milliarden Jahren verlief die Abschwächung des Treibhauseffekts sehr schnell, da das starke Treibhausgas Methan in großem Umfang oxidiert wurde und demzufolge fast ganz aus der Atmosphäre verschwand. Mit hoher Wahrscheinlichkeit war dieser Prozess die Ursache der Paläoproterozoischen Vereisung, mit einer Dauer von 300 Millionen Jahren das wahrscheinlich längste Schneeball-Erde-Ereignis der Erdgeschichte. Die Erde war zu weiten Teilen eisbedeckt.
Vulkane stießen während der Vereisung nach wie vor Treibhausgase wie Kohlenstoffdioxid aus, die sich aufgrund der nicht mehr stattfindenden Verwitterung und Ausfällung im Meer in der Atmosphäre anreicherten. Der Kohlenstoffdioxidgehalt stieg dadurch in einem Zeitraum von ca. 10 Millionen Jahren auf extrem hohe Werte solange an, bis der Treibhauseffekt stark genug war, das Eis zu schmelzen. Infolgedessen absorbierte die nun wieder freigelegte Erdoberfläche wesentlich mehr Sonnenlicht, und es folgten einige 10.000 Jahre mit einem globalen Saunaklima. Aufgrund der nun starken Verwitterung und Ausfällung wurde der Kohlenstoffdioxidgehalt stark reduziert und innerhalb kürzester Zeit gewaltige Kalkmengen abgelagert, was schlussendlich wieder wie vorher zu einem gemäßigten Klima führte, jedoch mit deutlich reduziertem Methan- und CO2-Gehalt der Atmosphäre.
Letztendlich sind also zwei abiotische Klimaregulatoren dafür verantwortlich, dass sich das Klima in erdgeschichtlichen Zeiträumen immer wieder trotz veränderter Strahlungsleistung der Sonne und durch das Leben selbst veränderter Umweltbedingungen bei gemäßigten Temperaturen eingependelt hat: Der Vulkanismus und die Plattentektonik als Recycler der Kalkablagerungen und somit als Kohlenstoffdioxidproduzenten und die Verwitterung und Ausfällung als Kohlenstoffdioxidsenke.

### Präkambrium (Erdfrühzeit)
Es wird angenommen, dass nach der Entstehung der Erde vor 4,57 Milliarden Jahren erste Lebensformen bereits in einem sehr frühen Stadium existierten. Cyanobakterien und Algen begannen bereits im Präkambrium vor ca. 3,5 Milliarden Jahren Sauerstoff zu produzieren – wofür sie CO2 aufnahmen.
Die Bestimmung der atmosphärischen Kohlenstoffdioxid-Konzentration vor Hunderten von Millionen Jahren erfolgt durch die Auswertung verschiedener Proxy-Daten. Im Rahmen von Isotopenuntersuchungen werden Borate in den Schalen von Foraminiferen analysiert. In saurem Milieu wird vermehrt 11B in Borsäure eingebaut, das für den Aufbau der Schale dieser Lebewesen nötig ist. Damit sind Rückschlüsse über den herrschenden pH-Wert, also auch den Kohlensäuregehalt von Meerwasser möglich. Die CO2-Konzentration kann auch mit Hilfe von Δ13C (Delta-C-13), einer weiteren Isotopenuntersuchung, bestimmt werden. Bei der Entwicklung der Erdatmosphäre wird angenommen, dass die „erste Atmosphäre“ einen Kohlenstoffdioxid-Gehalt von ca. 10 % aufwies. Diese Annahme ist jedoch mit hohen Unsicherheiten behaftet.

### Phanerozoikum
Im Zuge der Großen Sauerstoffkatastrophe nahm die Sauerstoffkonzentration sowohl in den Meeren als auch in der Atmosphäre signifikant zu. Der damit einhergehende Übergang von der Anaerobie zur Aerobie, also von einem Stoffwechsel, der nicht auf Sauerstoffumsetzung basiert, zu einem oxidativen, Sauerstoff-basierten Stoffwechsel, hatte zwar wahrscheinlich ein Massenaussterben anaerober Organismen in den bisher sauerstofffreien Biotopen zur Folge, eröffnete der Evolution aber auch neue Wege, da durch Oxidation weit mehr Energie für Stoffwechselvorgänge zur Verfügung steht, als anaerobe Lebensformen nutzen können. Zur Zeit der kambrischen Explosion, als innerhalb von 5 bis 10 Millionen Jahren die damaligen Vertreter aller heute existierenden Tierstämme entstanden, lag der atmosphärische CO2-Gehalt auf einem hohen Niveau von über 0,6 % (= 6000 ppm). Hingegen erhöhte sich der Sauerstoffgehalt der Lufthülle nur sehr langsam und stagnierte im weiteren Verlauf des Proterozoikums bei ungefähr 3 %. Erst mit Beginn des Erdaltertums (Paläozoikum) vor 541 Millionen Jahren nahm seine Konzentration deutlich zu. Seinen gegenwärtigen Wert von 21 % erreichte er erstmals vor etwa 360 Millionen Jahren an der Schwelle zum Karbon.

#### Ordovizium bis Karbon
Neuere Untersuchungen gehen davon aus, dass die Besiedelung des Festlands durch moosartige Pflanzenteppiche und frühe Pilzformen bereits im Mittleren Kambrium begann und sich anschließend im Ordovizium in verstärktem Umfang fortsetzte. Die zunehmende Vegetationsbedeckung übte einen starken Einfluss auf das Klimasystem aus, da durch die beschleunigte chemische Verwitterung der Erdoberfläche der Atmosphäre erhebliche Mengen an Kohlenstoff entzogen wurden. Lag die CO2-Konzentration am Beginn des Ordoviziums noch im Bereich von 5000 ppm, nahm sie, einhergehend mit einer allmählichen globalen Abkühlung, über die Dauer der Periode stetig ab. Die Reduzierung des atmosphärischen Kohlenstoffs gilt als eine der Hauptursachen des Ordovizischen Eiszeitalters (auch Anden-Sahara-Eiszeit), das vor 460 Millionen Jahren im Oberen Ordovizium seinen Anfang nahm, den Höhepunkt während der letzten ordovizischen Stufe des Hirnantiums erreichte und im Silur vor 430 Millionen Jahren endete. In diese Zeit fällt mit dem Ordovizischen Massenaussterben eine der größten biologischen Krisen der Erdgeschichte. Im Laufe des Devons vor 420 bis 360 Millionen Jahren entstanden die ersten großen zusammenhängenden Waldflächen, die ebenfalls viele Gigatonnen CO2 in ihrer Biomasse speicherten. Die anfängliche CO2-Konzentration im Devon lag etwa bei 1.500 bis 2.000 ppm und reduzierte sich bis zum Beginn des Karbons um ungefähr 50 Prozent.
Während des Karbons vor 359 bis 299 Millionen Jahren kam es zu einer weltweiten, rasch zunehmenden Abkühlung, an der mehrere Faktoren beteiligt waren. Zum einen lagen nacheinander die heutigen Festlandsmassen von Südafrika, Südamerika, Australien und Indien in unmittelbarer Nähe des Südpols, was die Entstehung von Gletschern und Inlandseisschilden begünstigte. Zudem schlossen sich im Oberkarbon die Großkontinente Laurussia und Gondwana zum Superkontinent Pangaea zusammen, wodurch die Zirkulation der äquatorialen Meeresströmungen unterbrochen wurde. Ein weiterer Faktor war die fortschreitende Ausbreitung tief wurzelnder und das Erdreich aufspaltender Gewächse. Die Kombination von verstärkter Bodenerosion mit umfangreichen Inkohlungsprozessen entzog der Atmosphäre große Mengen an Kohlenstoffdioxid. Aus der Summe dieser Prozesse resultierte mit einer Dauer von mindestens 80 Millionen Jahren das bis weit in das Perm reichende Permokarbone Eiszeitalter.
Im Zuge dieser Entwicklung sank die globale Temperatur allmählich auf ein eiszeitliches Level, und die atmosphärische CO2-Konzentration fiel gegen Ende der Epoche auf das bis dahin niedrigste Niveau im Phanerozoikum, mit einer an die verschiedenen Kalt- und Warmphasen gekoppelten Schwankungsbreite von 150 bis 700 ppm. Laut einer Klimarekonstruktion von 2017 verringerte sich die Kohlenstoffdioxid-Konzentration im zeitlichen Umkreis der Karbon-Perm-Grenze auf etwa 100 ppm, wodurch das Erdklimasystem fast jenen Kipppunkt erreichte, der den Planeten in den Klimazustand einer globalen Vereisung überführt hätte, vergleichbar den Schneeball-Erde-Ereignissen im Neoproterozoikum. Hingegen erhöhte sich der Sauerstoffgehalt auf das bis heute einmalige Niveau von etwa 33 bis 35 Prozent. In dieser Zeit entstanden die meisten der weltweit vorkommenden Kohlelager. Die aus dieser Epoche stammenden Pflanzenfossilien erlauben durch Analyse der Zahl der Spaltöffnungen, also der Stomata, die damals vorherrschende atmosphärische CO2-Konzentration abzuschätzen. Das Erscheinen der Weißfäule am Ende des Karbons ist wahrscheinlich der Grund für die seit dieser Zeit geringere Entstehungsrate von Kohle.

#### Perm-Trias-Grenze
Der im Unterperm stark reduzierte atmosphärische CO2-Anteil stabilisierte sich im weiteren Verlauf der Epoche nur langsam auf einem höheren Niveau. An der Perm-Trias-Grenze vor 252,2 Millionen Jahren ereignete sich das größte bekannte Massenaussterben der Erdgeschichte. Als Hauptursache gelten großflächige vulkanische Aktivitäten mit erheblichen Ausgasungen im Gebiet des heutigen Sibirien (Sibirischer Trapp), die mehrere Hunderttausend Jahre andauerten und dabei sieben Millionen Quadratkilometer mit Basalt bedeckten (möglicherweise im Verbund mit umfangreichen Kohlebränden und weltweiten Ablagerungen von Flugasche). Bis zum Ende der Epoche starben über 90 Prozent aller Meeresbewohner und etwa 75 Prozent der Landlebewesen aus, darunter viele Insektenarten. Neben den Meerespflanzen wurde auch die Landvegetation so stark dezimiert, dass sich der Sauerstoffgehalt der Atmosphäre rasch auf 10 bis 15 Prozent verringerte.
Isotopenuntersuchungen liefern Hinweise darauf, dass in einer ersten Erwärmungsphase die Durchschnittstemperaturen infolge der zunehmenden Konzentration an vulkanischem Kohlenstoffdioxid um 5 °C innerhalb einiger Jahrtausende anstiegen. Gleichzeitig erwärmten sich in erheblichem Maße auch die Ozeane, was zur Bildung von sauerstofffreien Meereszonen, zu einem rapiden Absacken des pH-Werts sowie zur Freisetzung von Methanhydrat führte. Durch den zusätzlichen Methaneintrag in die Atmosphäre erhöhte sich in der nächsten Phase die Temperatur um weitere 5 °C, und die Treibhausgas-Konzentration erreichte einen CO2-Äquivalentwert von mindestens 3000 ppm. Darüber hinaus postulieren mehrere Studien einen kurzfristig auftretenden galoppierenden Treibhauseffekt (englisch runaway greenhouse effect) auf der Basis eines Kohlenstoffdioxid-Levels von über 7000 ppm.
Als weitere Ursache für den Zusammenbruch fast aller Ökosysteme kommt sehr wahrscheinlich eine Massenvermehrung von marinen Einzellern in sauerstoffarmen Milieus in Betracht, die ihre Stoffwechselprodukte in Form von Halogenkohlenwasserstoffen und großen Mengen Schwefelwasserstoff (H2S) in die Atmosphäre emittierten. Die Dauer der Perm-Trias-Krise wurde bis vor kurzem auf mehr als 200.000 Jahre veranschlagt, nach neueren Erkenntnissen reduziert sich dieser Zeitraum auf 60.000 Jahre (± 48.000 Jahre) und könnte laut einer Untersuchung von 2019 sogar nur wenige Jahrtausende umfasst haben.

#### Mesozoikum (Erdmittelalter)
Während des Mesozoikums vor 252 bis 66 Millionen Jahre schwankte die atmosphärische CO2-Konzentration zum Teil beträchtlich, erreichte jedoch häufig Werte zwischen 1.000 und 1.500 ppm und sank erst in der späten Kreide (Maastrichtium), gekoppelt mit einer deutlichen Abkühlungstendenz, für längere Zeit auf 500 bis 700 ppm. Dementsprechend herrschten in diesem Zeitraum überwiegend subtropische bis tropische Klimabedingungen, wenngleich im späten Jura und in der Unteren Kreide kühlere Phasen auftraten, die jeweils einige Millionen Jahre andauerten.
An der Trias-Jura-Grenze vor 201,5 Millionen Jahren ereignete sich ein weiteres großes Massenaussterben, für das ebenfalls ein Megavulkanismus als primäre Ursache angenommen wird (Zentralatlantische Magmatische Provinz), mit ähnlichen klimatischen Auswirkungen wie die Eruptionen des Sibirischen Trapps. Zu den Großereignissen im Mesozoikum zählt vermutlich auch eine noch nicht sicher nachgewiesene Superplume-Aktivität im Bereich des westlichen Pazifiks vor etwa 120 bis 80 Millionen Jahren. Möglicherweise könnte ein Zusammenhang mit den extremen Treibhausbedingungen in der Oberen Kreide bestehen. Während des Temperaturmaximums vor 97 bis 91 Millionen Jahren erwärmten sich die oberflächennahen Wasserschichten einiger tropischer Meere kurzfristig bis auf 42 °C. In diesem Zeitabschnitt gab es das wahrscheinlich ausgeprägteste Tropenklima (hot house conditions) des gesamten Phanerozoikums.
Eine 2019 veröffentlichte Studie behandelt die Möglichkeit des Zerfalls von Stratocumuluswolken bei einer CO2-Konzentration über 1200 ppm, was zu einer Intensivierung der globalen Erwärmung führen würde. Diese Entwicklung könnte sowohl während der starken Erwärmungsphasen im Eozän als auch während des kreidezeitlichen Klimaoptimums eingetreten sein. Darüber hinaus ereigneten sich während der Kreide mehrere Ozeanische anoxische Ereignisse, die eine Versauerung der Meere mit einem deutlichen Absinken des pH-Werts belegen. Eine weitere Besonderheit dieser Epoche ist der stärkste Meeresspiegel-Anstieg der bekannten Erdgeschichte (Transgression), der dazu führte, dass bis 200 Meter tiefe Flachmeere weite Bereiche der kontinentalen Landmassen überfluteten.
Am Ende der Kreide kam es zum bisher letzten weltweiten Massenaussterben, von dem nicht nur die Dinosaurier, sondern auch fast alle anderen Tierfamilien mehr oder minder stark betroffen waren. Als Hauptursache für das Verschwinden von 75 % aller Arten gilt gegenwärtig der Einschlag eines etwa 10 bis 15 km großen Asteroiden auf der mexikanischen Halbinsel Yucatán (Chicxulub-Krater). Lange Zeit wurde angenommen, dass auch der starke Vulkanismus bei der Entstehung der Dekkan-Trapp-Plateaubasalte im heutigen Indien eine mitentscheidende Rolle gespielt haben könnte. Hingegen gehen neuere Studien übereinstimmend davon aus, dass die biologische Krise an der Kreide-Paläogen-Grenze ausschließlich durch den Chicxulub-Einschlag verursacht wurde.

#### Paläogen

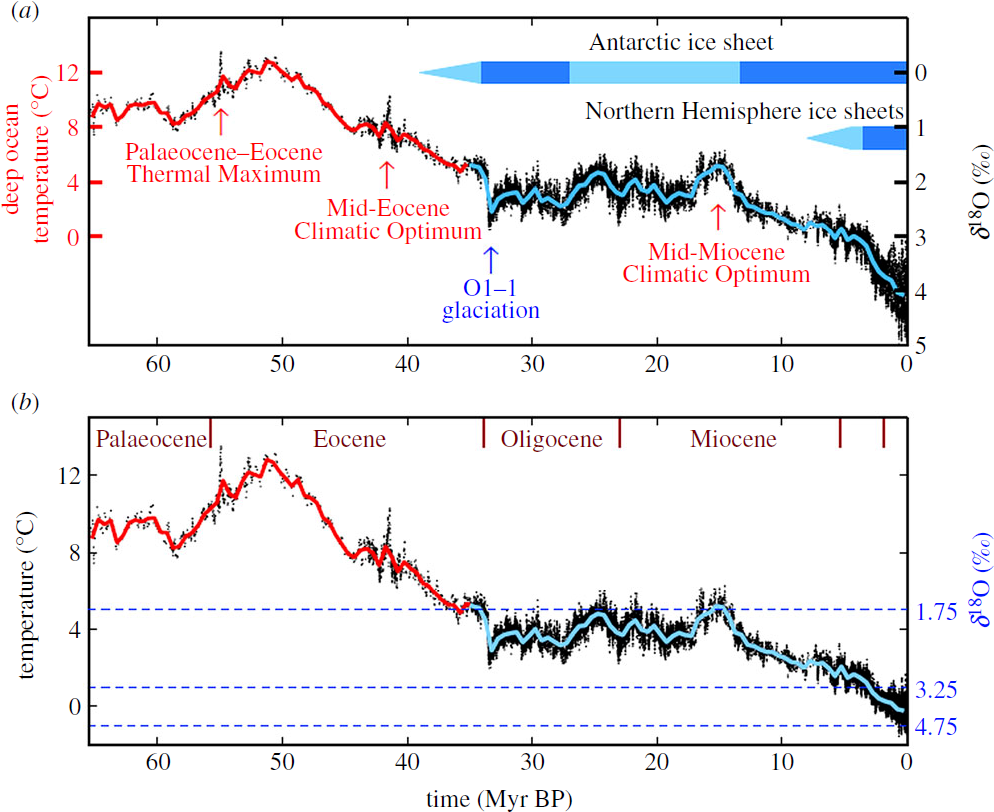
Die Bildung der Eisschilde in Arktis und Antarktis ist eng mit der CO_{2}-Konzentration verknüpft; die untere Grafik zeigt parallel zum Konzentrationsverlauf den Temperaturverlauf, der mittels Δ18O bestimmt wurde.

Im frühen und mittleren Paläozän vor 66 bis 60 Millionen Jahre lag die CO2-Konzentration im Bereich von 360 bis 430 ppm (nach anderen Analysen etwa 600 ppm) und stieg nach neueren Erkenntnissen unter entsprechender Zunahme der globalen Temperatur bis zum Beginn des Eozäns auf etwa 1400 ppm. Als wahrscheinliche Ursachen für den rasch auftretenden Erwärmungsprozess gelten die vulkanischen Emissionen der Nordatlantischen Magmatischen Großprovinz während der Bildung und Ausdehnung des Nordatlantiks sowie die sehr schnelle Drift des heutigen Indiens in Richtung Norden, bei der im Rahmen der Subduktion karbonatreichen Meeresbodens große Mengen des Treibhausgases in die Atmosphäre gelangten. Dieser Anstieg fand vor 50 Millionen Jahren nach der Kollision der Indischen Platte mit dem asiatischen Kontinent sein Ende. Die anschließende Auffaltung des Himalaya war ein primärer Faktor für die nun einsetzende CO2-Reduktion, die durch die Erosion des sich auffaltenden Gebirges verursacht wurde. Kurz darauf, vor 49 Millionen Jahren, sank der atmosphärische CO2-Gehalt im Zuge des Azolla-Ereignisses wieder auf einen Wert um 1000 ppm.
Vor 55,8 Millionen Jahren, an der Grenze zwischen Paläozän und Eozän, kam es jedoch zwischenzeitlich zu großen Kohlenstoffeinträgen in die Atmosphäre. Während des Paläozän/Eozän-Temperaturmaximums (PETM) wurden über einen Zeitraum von vermutlich 4000 Jahren geschätzte 2500 bis 6800 Gigatonnen Kohlenstoff freigesetzt. Bis heute ist nicht vollständig geklärt, aus welchen Quellen dieser umfangreiche Kohlenstoffzuwachs stammte; die damit verbundene Erwärmung um etwa 6 °C war jedoch so groß, dass es unwahrscheinlich ist, dass die Treibhausgas-Wirkung von Kohlenstoffdioxid alleine dafür ausgereicht hätte. Es wird überwiegend angenommen, dass umfangreiche ozeanische Methanausgasungen den starken Temperaturanstieg beschleunigt und vorübergehend verstärkt hatten. Über die atmosphärische Verweildauer von Methan hinaus – es wird innerhalb von zwölf Jahren oxidiert – wirkt der Kohlenstoff im Methan als CO2 fort. Die Warmphase des PETM dauerte 170.000 bis 200.000 Jahre. Das zwei Millionen Jahre später auftretende Eozän Thermal Maximum 2 hatte einen weniger raschen Anstieg.
Im späten Eozän vor rund 35 Millionen Jahren lag der atmosphärische CO2-Gehalt zwischen 700 und 1000 ppm. Am Eozän-Oligozän-Übergang vor 33,9 bis 33,7 Millionen Jahre setzte eine abrupte globale Abkühlung an Land und in den Meeren ein, vermutlich verursacht durch die Entstehung des Antarktischen Zirkumpolarstroms nach der Trennung von Antarktika und Südamerika. Innerhalb kürzester Zeit nahm die CO2-Konzentration um 40 % ab und sank möglicherweise für einige Jahrtausende noch tiefer. Der rasche Klimawandel führte zu einem großen Artensterben mit anschließendem Faunenwechsel, der Grande Coupure (Eocene-Oligocene Mass Extinction), und zur selben Zeit begann das Wachstum des antarktischen Eisschilds. Neuere Untersuchungen gehen davon aus, dass die Vereisung, vor allem von Ostantarktika, bei einem CO2-Schwellenwert von ungefähr 600 ppm einsetzte und bis zu einem gewissen Grad von den veränderlichen Erdbahnparametern (Milanković-Zyklen) gesteuert wurde.
Es gibt geologische Hinweise, dass vor 23 Mio. Jahren, am Beginn des Miozäns, die CO2-Konzentration auf einen Wert von etwa 350 ppm sank. Auf dem Höhepunkt des Klimaoptimums im Miozän vor 17 bis 15 Mio. Jahren stieg der CO2-Gehalt wieder auf über 500 ppm. Während dieser Warmzeit, die sehr wahrscheinlich durch massive Kohlenstoffdioxid-Ausgasungen des Columbia-Plateaubasalt forciert wurde, verlor der damalige Antarktische Eisschild einen Großteil seiner Masse, ohne indes ganz abzuschmelzen. Unter dem Einfluss starker Erosions- und Verwitterungsprozesse sank die CO2-Konzentration gegen Ende des Optimums vor 14,8 Millionen Jahren auf etwa 400 ppm, und es begann eine kühlere Klimaphase mit einer erneuten Ausbreitung des Antarktischen Eisschilds.

#### Neogen und Quartär

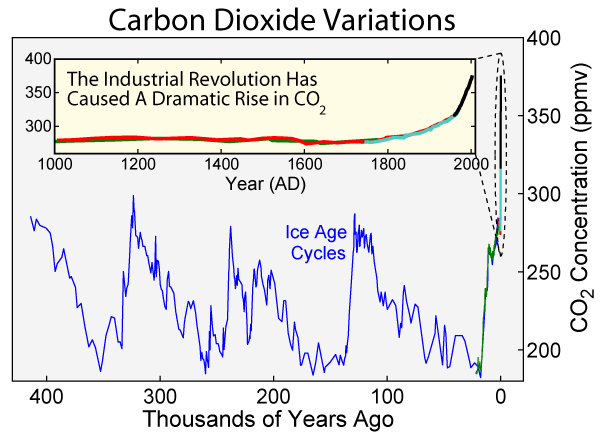
CO_{2}-Konzentrationen der letzten 400.000 Jahre. Vor 400.000 Jahren lebte in Europa der Vorläufer des Neandertalers, der Homo heidelbergensis. Gemäß der Out-of-Africa-Theorie begann Homo sapiens vor ca. 40.000 Jahren mit der Besiedlung Eurasiens.

Niedrige Kohlenstoffdioxid-Konzentrationen könnten der Auslöser für die Evolution der C4-Pflanzen gewesen sein, die zu Beginn des Oligozäns vermehrt auftraten und sich in der Zeit vor 7 bis 5 Millionen Jahren weltweit ausbreiteten. C4-Pflanzen sind in der Lage, CO2 effektiver als C3-Pflanzen zu fixieren, was bei geringen atmosphärischen CO2-Konzentrationen einen Evolutionsvorteil bedeutet.
Im Neogen vor 23 bis 2,6 Millionen Jahren kühlte das Weltklima weiter ab, was wahrscheinlich von der Auffaltung der Anden und des Himalaya verursacht wurde. Dieser Prozess erfolgte jedoch nicht linear, sondern wurde regelmäßig von wärmeren Klimaphasen unterbrochen. Mit der Ausbildung der antarktischen und arktischen Eisschilde entstand eine weitere Voraussetzung dafür, den CO2-Gehalt der Atmosphäre vergangener Epochen rekonstruieren zu können. Dieses Verfahren ist erheblich genauer als eine entsprechende Analyse auf der Basis von Gesteinsproben. Die längsten in der Antarktis gewonnenen Eisbohrkerne decken einen Zeitraum von 800.000 Jahren ab. In ihnen sind winzige Luftblasen eingeschlossen, deren CO2-Gehalt erhalten geblieben ist. Die überwiegende Zahl der Studien beruht auf einer Vielzahl antarktischer Eisbohrkerne.
Während der vergangenen 800.000 Jahre variierten die CO2-Konzentrationen zwischen 180 und 210 ppm während der Kaltphasen und stiegen auf Werte zwischen 280 und 300 ppm in den wärmeren Interglazialen. Die Analysen von Eisbohrkernen führten zu der Erkenntnis, dass das atmosphärische CO2-Niveau vor dem Beginn industrieller Emissionen im Bereich zwischen 260 und 280 ppm lag. Diese Konzentration blieb im Verlauf des Holozäns (während der letzten 11.700 Jahre) weitgehend stabil. Im Jahr 1832 lag die Konzentration in antarktischen Eisbohrkernen bei 284 ppm.
Der Beginn des menschlichen Ackerbaus im frühen Holozän (Neolithische Revolution) könnte eng mit dem Anstieg atmosphärischer Kohlenstoffdioxidkonzentrationen verknüpft sein, der nach dem Ende der letzten Kaltzeit zu beobachten ist. Diese Kohlenstoffdioxid-Düngung ließ das Pflanzenwachstum ansteigen und reduzierte die Notwendigkeit einer hohen Durchlässigkeit der Stomata für eine effektive CO2-Aufnahme, was wiederum den Wasserverlust durch Verdunstung reduzierte, somit die Wassernutzung der Pflanzen effizienter machte.
Da für die aktuelle klimatische und biostratigraphische Änderung in den letzten Millionen Jahren keine Entsprechung existiert, wird der Anbruch einer neuen geochronologischen Epoche namens Anthropozän vorgeschlagen.
Eine Studie stellte die Behauptung stabiler CO2-Konzentrationen während des gegenwärtigen Interglazials der letzten 10.000 Jahre in Frage. Basierend auf einer Analyse fossiler Blätter argumentierten Wagner und andere, dass die CO2-Konzentration vor 7.000 bis 10.000 Jahren signifikant höher (≈ 300 ppm) war und es substanzielle Veränderungen gab, die mit Klimaveränderungen einhergegangen waren. Von anderen wird diese Behauptung angezweifelt und darauf hingewiesen, dass es sich viel eher um Kalibrationsprobleme handele als um tatsächliche Veränderungen in der Kohlenstoffdioxidkonzentration. Grönländische Eisbohrkerne deuten oft auf höhere und stärker variierende CO2-Konzentrationen hin, die durch In-situ-Zersetzung von Calciumcarbonat-Staub verursacht wird, der im Eis gefunden wurde. Immer wenn die Staubkonzentration in Grönland niedrig war – wie dies fast durchgehend in antarktischen Eisbohrkernen der Fall ist – wird von guter Übereinstimmung zwischen arktischen und antarktischen Messungen berichtet.

## Anthropogener Anstieg der CO2-Konzentration

„Keeling-Kurve“ der Kohlenstoffdioxidkonzentration
(Messstation Mauna Loa)

Globale Kohlenstoffemissionen aus fossilen Quellen zwischen 1800 und 2013

Bei der Quantifizierung des anthropogenen Anstiegs der CO2-Konzentration ist zwischen den natürlichen Kohlenstoffumsätzen, die sich praktisch im Gleichgewicht befinden, und dem durch menschliche Aktivitäten zusätzlich eingebrachten Kohlenstoff zu unterscheiden. Der anthropogene CO2-Eintrag beträgt zwar nur 3 % der jährlichen natürlichen Emissionen, jedoch werden die 97 % natürlicher Emissionen von natürlichen Kohlenstoffsenken wieder vollständig aufgenommen, sodass dieser natürliche Kreislauf geschlossen ist. Der menschengemachte Eintrag stellt jedoch eine zusätzliche Quelle für den globalen Kohlenstoffzyklus dar, von dem bislang nur etwa die Hälfte von Meeren, Böden und Pflanzen aufgenommen wird. Der Rest verbleibt hingegen in der Luft, was seit der Mitte des 19. Jahrhunderts zu einem steten Konzentrationsanstieg in der Atmosphäre führt.
Laut Messungen an Eisbohrkernen bestand in den letzten Jahrtausenden ein leichter Abwärtstrend der atmosphärischen CO2-Konzentration, der sich bereits etwa 1850 umkehrte. Nachdem am 9. Mai 2013 an der Messstation der amerikanischen Wetterbehörde National Oceanic and Atmospheric Administration (NOAA) auf dem Mauna Loa erstmals ein Tagesdurchschnitt von 400 ppm (ppm = Teilchen pro Million) überschritten wurde, erreichte die CO2-Konzentration diesen Wert im März 2015 zum ersten Mal auf globaler Basis. Im Sommer 2019 waren es saisonbereinigt etwa 412 ppm, wobei sich der Anstieg beschleunigt: Er betrug in den 1960er Jahren knapp 0,9 ppm pro Jahr, in den 2000ern 2,0 ppm pro Jahr und aktuell fast 3 ppm pro Jahr. Im Jahr 2020 erreichte er laut Weltmeteorologieorganisation mit 413,2 ppm einen neuen Rekordwert. Der Anstieg im Vergleich zum Vorjahr fiel noch höher aus als die durchschnittliche Zunahme in den vergangenen zehn Jahren.
Die Konzentration von ca. 425 ppm des Jahres 2024 liegt mehr als 50 % über dem vorindustriellen Wert von 280 ppm und mehr als 33 % über dem höchsten Wert, der in den vergangenen 800.000 Jahren jemals erreicht wurde. Auch während der letzten 14 Mio. Jahre (seit dem Mittleren Miozän) existierten keine deutlich höheren CO2-Werte als heute.
Der jüngste drastische Anstieg ist gänzlich menschlichen Aktivitäten zuzuschreiben. Forscher wissen dies aus vier Gründen: Erstens kann man die freigesetzte Kohlenstoffdioxid-Menge anhand verschiedener nationaler Statistiken errechnen; zum Zweiten kann man das Verhältnis der Kohlenstoffisotope in der Atmosphäre untersuchen, da die Verbrennung von lange Zeit vergrabenem Kohlenstoff aus fossilen Energieträgern CO2 freisetzt, das ein anderes Isotopenverhältnis als das von Lebewesen emittierte aufweist. Dieser Unterschied ermöglicht Forschern, zwischen natürlichen und menschengemachten Beiträgen zur CO2-Konzentration zu unterscheiden. Drittens führt eine Verbrennung nicht nur zu einer Zunahme der CO2-Konzentration in der Atmosphäre, sondern in gleichem Maß auch zu einer Abnahme der O2-Konzentration. Demgegenüber ist eine vulkanische CO2-Freisetzung nicht mit einer Abnahme der Sauerstoffkonzentration verbunden: Durch Messungen des atmosphärischen O2-Gehaltes konnte klar belegt werden, dass das freigesetzte CO2 zum allergrößten Teil aus Verbrennungen stammt und nicht vulkanischen Ursprungs ist. Als Viertes lassen sich für punktuell in der Atmosphäre gemessene Konzentrationen inzwischen per Transportmodellierung die Quellen räumlich lokalisieren und so z. B. Anhäufungen von anthropogenen Emittenten, wie z. B. Industriegebieten, identifizieren.
Die Verbrennung fossiler Energieträger wie Kohle und Erdöl ist der Hauptgrund für den anthropogenen Anstieg der CO2-Konzentration; Entwaldung ist die zweitwichtigste Ursache: Die früher zusammenhängenden Tropenwälder z. B. sind heute in 50 Mio. Fragmente zerstückelt; dies verstärkt den durch Abholzung und Holzverbrennung entstehenden Ausstoß i. H. v. 1 Gt CO2 um weitere ca. 30 % pro Jahr. Tropenwälder speichern ca. die Hälfte des in der gesamten globalen Vegetation gespeicherten Kohlenstoffs; dieses Volumen wuchs von ca. 740 Gt im Jahr 1910 auf 780 Gt im Jahr 1990.
Im Jahr 2012 wurden 9,7 Gigatonnen (Gt) Kohlenstoff, bzw. 35,6 Gt CO2 aus der Verbrennung fossiler Energieträger und durch die Zementherstellung freigesetzt; im Jahr 1990 waren es noch 6,15 Gt Kohlenstoff bzw. 22,57 Gt CO2, ein Anstieg um 58 % in 23 Jahren. Änderungen der Landnutzung im Jahr 2012 führten zu einer Freisetzung von 0,9 Gt CO2, im Jahr 1990 entstanden hier 1,45 Gt. Bei dem großflächigen asiatischen Smogereignis von 1997 wurden alleine schätzungsweise zwischen 13 % und 40 % der durchschnittlich weltweit durch die Verbrennung fossiler Brennstoffe freigesetzten Kohlenstoffmenge emittiert. In der Zeit zwischen 1751 und 1900 wurden durch die Verbrennung fossiler Energieträger ca. 12 Gt Kohlenstoff in Form von Kohlenstoffdioxid freigesetzt. Das bedeutet, dass das allein im Jahr 2012 global emittierte Kohlenstoffdioxid 80 % der in den 150 Jahren zwischen 1750 und 1900 global freigesetzten Stoffmenge entspricht.
Die von Vulkanen freigesetzte CO2-Menge entspricht weniger als 1 % der von Menschen produzierten Menge.

### Emittenten
Die sechs größten Emittenten von Kohlenstoffdioxid sind im Folgenden tabellarisch aufgeführt:
| Länder mit den höchsten CO2-Emissionen (2021) | Länder mit den höchsten CO2-Emissionen (2021) | Länder mit den höchsten CO2-Emissionen (2021) | Länder mit den höchsten CO2-Emissionen (2021) |
| Land                                          | pro Jahr (Millionen Tonnen)                   | Weltanteil                                    | pro Kopf und Jahr (Tonnen)                    |
| --------------------------------------------- | --------------------------------------------- | --------------------------------------------- | --------------------------------------------- |
| Volksrepublik China                           | 11472                                         | 30,9 %                                        | 8,1                                           |
| Vereinigte Staaten                            | 5007                                          | 13,5 %                                        | 14,9                                          |
| Indien                                        | 2709                                          | 7,3 %                                         | 1,9                                           |
| Russland                                      | 1755                                          | 4,7 %                                         | 12,1                                          |
| Japan                                         | 1067                                          | 2,9 %                                         | 8,6                                           |
| Iran                                          | 748                                           | 2,0 %                                         | 8,5                                           |

Deutschland gehört mit einem Anteil von 1,82 % an den weltweiten CO2-Emissionen zu den zehn größten Emittenten, bei den Pro-Kopf-Emissionen liegt es mit 8,09 t pro Person und Jahr an zehnter Stelle.

### Verhältnis zur Konzentration in den Ozeanen

Austausch von CO_{2} zwischen Atmosphäre und Meer

Die Ozeane der Erde enthalten in Form von Hydrogencarbonat- und Carbonationen eine große Menge an Kohlenstoffdioxid. Es ist etwa das 50-fache der Menge, die sich in der Atmosphäre befindet. Hydrogencarbonat wird durch Reaktionen zwischen Wasser, Fels und Kohlenstoffdioxid gebildet. Ein Beispiel ist die Lösung von Calciumcarbonat:
CaCO3 + CO2 + H2O ⇌ Ca2+ + 2 HCO3−
Veränderungen der Konzentration der atmosphärischen CO2-Konzentration werden durch Reaktionen wie diese abgeschwächt. Da die rechte Seite der Reaktion eine saure Komponente erzeugt, führt die Zufuhr von CO2 auf der linken Seite zu einer Absenkung des pH-Wertes des Meerwassers. Dieser Vorgang ist unter der Bezeichnung Versauerung der Meere bekannt (der pH-Wert des Ozeans wird saurer, auch wenn der pH-Wert im alkalischen Bereich bleibt). Reaktionen zwischen Kohlenstoffdioxid und Nicht-Carbonat-Felsgestein führen daneben zu einem Konzentrationsanstieg von Hydrogencarbonat in den Meeren. Diese Reaktion kann sich später umkehren und führt zur Bildung von Carbonatgestein. Über den Verlauf von Hunderten von Millionen Jahren erzeugte dies große Mengen an Carbonatgestein.
Gegenwärtig werden ca. 57 % des vom Menschen emittierten CO2 von Biosphäre und Ozeanen aus der Atmosphäre entfernt. Das Verhältnis zwischen der in der Atmosphäre verbleibenden zur insgesamt emittierten Kohlenstoffdioxidmenge wird nach Charles Keeling airborne fraction genannt und mit dem Revelle-Faktor beschrieben; der Anteil variiert um ein kurzfristiges Mittel herum, liegt aber typischerweise bei ca. 45 % über einen längeren Zeitraum von fünf Jahren. Ein Drittel bis die Hälfte des von den Meeren aufgenommenen Kohlenstoffdioxids ging in den Ozeangebieten südlich des 30. Breitengrades in Lösung.
Letztlich wird der größte Teil des durch menschliche Aktivitäten freigesetzten Kohlenstoffdioxids in den Meeren in Lösung gehen, ein Gleichgewicht zwischen der Luftkonzentration und der Kohlensäurekonzentration in den Meeren stellt sich nach ca. 300 Jahren ein. Selbst wenn ein Gleichgewicht erreicht sein wird, sich in den Meeren also auch Carbonat-Mineralien auflösen, wird dort die erhöhte Konzentration von Hydrogencarbonat und die abnehmende bzw. unveränderte Konzentration an Carbonat-Ionen zu einem Konzentrationsanstieg nicht-ionisierter Kohlensäure, bzw. vor allem zu einer erhöhten Konzentration gelösten Kohlenstoffdioxids führen. Dies wird, neben höheren globalen Durchschnittstemperaturen, auch höhere Gleichgewichtskonzentrationen des CO2 in der Luft bedeuten.
Aufgrund der Temperaturabhängigkeit der Henry-Konstante nimmt die Löslichkeit von Kohlenstoffdioxid in Wasser mit steigender Temperatur ab.

### „Unumkehrbarkeit“ und Einzigartigkeit

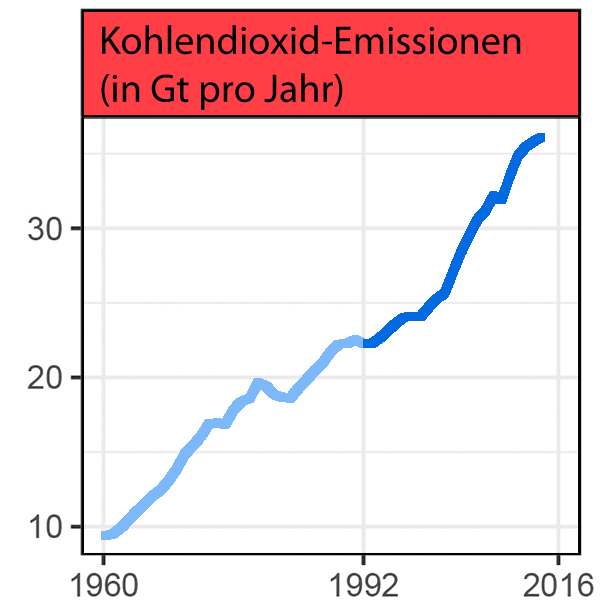
Entwicklung der anthropogenen CO_{2}-Emissionen nach „World Scientists’ Warning to Humanity: A Second Notice“ 2017

Durch die vollständige Verbrennung der Ressourcen der gegenwärtig bekannten fossilen Energieträger würde der CO2-Gehalt der Atmosphäre bis auf ca. 1600 ppm ansteigen. Dies würde – in Abhängigkeit vom derzeit nur näherungsweise bekannten Wert der Klimasensitivität – zu einer globalen Erwärmung zwischen 4 °C und 10 °C führen, was unvorhersehbare Konsequenzen nach sich zöge. Um den atmosphärischen Konzentrationsanstieg von gegenwärtig ca. 2 bis 3 ppm pro Jahr zu stoppen, müssten die CO2-Emissionen kurzfristig um 55 % reduziert werden. In diesem Fall bestünde vorübergehend ein Gleichgewicht zwischen den menschlichen Emissionen und den natürlichen, das CO2 aufnehmenden Reservoirs. Da diese jedoch zunehmend gesättigt sind, müssten die Emissionen bis zum Jahr 2060 weiter auf dann 20 % der gegenwärtigen Rate gesenkt werden, um einen weiteren Anstieg zu verhindern.
Als Grenze zu einer über die Maßen gefährlichen globalen Erwärmung wurden 2 °C festgelegt, es ist das sogenannte Zwei-Grad-Ziel. Zur Erreichung dieses Ziels müssten die globalen Emissionen im Jahr 2050 um 48 % bis 72 % geringer sein als die Emissionen des Jahres 2000.
Im Rahmen einer Studie wurde angenommen, dass der CO2-Eintrag ab einem bestimmten Punkt vollständig gestoppt wird, und die sich über längere Zeit einstellenden Konzentrationen errechnet. Unabhängig davon, ob die Maximalkonzentration, ab der die Emissionen vollständig stoppten, bei 450 ppmV oder bei 1200 ppmV liegen, bliebe gemäß den Berechnungen über den Verlauf des gesamten dritten Jahrtausends ein relativ konstanter Anteil von 40 % der eingebrachten Menge in der Atmosphäre. Geht man von vorindustriell 280 ppmV und aktuell (2015) 400 ppmV atmosphärischer Kohlenstoffdioxid-Konzentration aus, bedeutet dies, dass 40 % der eingebrachten Menge von (400 ppmV – 280 ppmV) * 40 % = 120 ppmV * 40 % = 48 ppmV ohne Maßnahmen des Geoengineerings bis zum Ende des dritten Jahrtausends in der Atmosphäre verblieben. Das gilt aber nur, wenn Ende des Jahres 2015 jegliche von fossilen Energieträgern stammende Emissionen gestoppt worden wären. Die Konzentration in der Luft hätte am Ende des dritten Jahrtausends dann 328 ppmV betragen.
Nachdem sich ein Gleichgewicht zwischen der Konzentration zwischen Meeren und Atmosphäre gebildet hat, wird CO2 anschließend über die sehr langsam ablaufende CaCO3-Verwitterung, also die Karbonat-Verwitterung gebunden. David Archer von der Universität Chicago berechnete, dass sich damit selbst nach 10.000 Jahren noch ca. 10 % der ursprünglich zusätzlich eingebrachten Kohlenstoffdioxid-Menge in der Atmosphäre befinden werden. Dieser Zeitraum ist so lang, dass dadurch sehr langsam wirkende Rückkopplungsmechanismen wie z. B. das Abschmelzen antarktischer Eisschilde oder der Zerfall von Methanhydraten signifikant beeinflusst werden können. So gilt es als wahrscheinlich, dass die durch menschliche Einflüsse initiierte Warmphase über eine Dauer von 100.000 Jahren anhält, was zum Ausfall eines kompletten Eiszeitzyklus führen würde. Dies hätte weitreichende Folgen, vor allem durch den unkalkulierbaren Einfluss der Kippelemente im Erdsystem in Zusammenhang mit der Verschiebung der Klima- und Vegetationszonen sowie dem weitgehenden Abschmelzen der antarktischen und grönländischen Eisschilde und entsprechendem Anstieg des Meeresspiegels um mehrere Dutzend Meter.
Aufgrund der sehr hohen Wärmekapazität der Ozeane und der langsamen Abstrahlung der großen gespeicherten Wärmeenergie würde die mittlere Temperatur der Erde für 1000 Jahre selbst dann nicht signifikant sinken, wenn man die wärmende Konzentration der Treibhausgase wieder sehr schnell auf das vorindustrielle Niveau zurückfahren könnte.
Archer und andere Autoren verweisen darauf, dass in der öffentlichen Wahrnehmung die Verweildauer des Kohlenstoffdioxids in der Atmosphäre – im Gegensatz zum viel diskutierten Abfall radioaktiver Spaltprodukte – wenig thematisiert wird, jedoch eine nicht von der Hand zu weisende Tatsache darstellt. Während des Paläozän/Eozän-Temperaturmaximums wurden große Mengen Kohlenstoff in die Atmosphäre verbracht. Untersuchungen ergaben, dass die Dauer der Erwärmung, die dadurch verursacht wurde, gut mit dem Modell übereinstimmt.
Die sehr lange Verweildauer von Kohlenstoffdioxid in der Atmosphäre bedeutet auch, dass die den Planeten wärmende Wirkung von aus fossilen Energieträgern freigesetztem CO2 über sehr lange Zeiträume wirkt und im Vergleich zum Brennwert des Energieträgers unverhältnismäßig groß ist.
Vergleicht man die Energie, die durch die Verbrennung einer bestimmten Menge eines fossilen Energieträgers freigesetzt wird, mit der Energie, die das dadurch entstehende CO2 über seine Aufenthaltsdauer in der Erdatmosphäre absorbieren wird, ergibt sich ein Verhältnis, das größer als 1:100.000 ist.

### Gegenstrategien
Ein möglichst sparsamer Umgang mit Energie und ihre effiziente Nutzung sind entscheidende Faktoren zur Reduzierung anthropogener CO2-Emissionen.
Neben den auf den jährlichen UN-Klimakonferenzen verabredeten Zielen zu einer Reduktion der globalen Emissionen und zur Einhaltung bestimmter Ziele und Grenzen der globalen Erwärmung (z. B. „2-Grad-Ziel“) sind der Handel mit Rechten für Emissionen und die Erstellung eines CO2-Budgets ebenfalls wichtige Instrumente zum entsprechenden Management (siehe auch CO2-Preis oder CO2-Steuer). Diskutiert werden auch CO2-Abscheidung und -Speicherung. Die Erstellung der CO2-Bilanz einer Tätigkeit oder eines Produkts ist ein Instrument zur Transparenz von Stoffkreisläufen.
Die Finanzierung von Maßnahmen zur Vermeidung von Treibhausgasemissionen (Loss and Damage, Mitigation) ist ein seit Jahren weltweit teilweise kontrovers diskutiertes Thema; für das Versprechen der Industriestaaten, ab 2020 jährlich 100 Mrd. Dollar zur Unterstützung der besonders vom weltweiten Klimawandel betroffenen Länder bereitzustellen, wurde auf der UN-Klimakonferenz in Marrakesch 2016 (COP 22) ein Fahrplan erstellt: Die zuletzt 43 in der „Koalition der von der globalen Erwärmung besonders betroffener Länder“ zusammengeschlossenen Staaten (Climate Vulnerable Forum, Runde der Klimaverletzten, CVF) emittieren laut Greenpeace zusammen eben soviel Treibhausgase wie Russland, fünftgrößter weltweiter CO2-Produzent allein.
Mit dem Direct-air-capture-Verfahren, dessen Machbarkeit im Jahr 2007 demonstriert wurde, ist es möglich, Kohlenstoffdioxid direkt aus der Atmosphäre zu extrahieren und im einfachsten Fall per CO2-Abscheidung und -Speicherung zum Zwischenlagern in den Boden zu pressen oder unter Einsatz von Energie zu synthetischen Kraftstoffen zu reduzieren, bei deren Verbrauch eine Kreislaufwirtschaft um den Kohlenstoff entstehen würde.
Bis 2020 haben 127 Staaten in den national festgelegten Beiträgen des Übereinkommens von Paris langfristige Netto-Null-Ziele gesetzt oder solche geplant, für deren Umsetzung jedoch noch keine ausreichenden Maßnahmen ergriffen wurden (siehe auch Implementierungslücke).

## Animation
Eine Mitte Dezember 2016 veröffentlichte Animation des Goddard Space Flight Center der NASA zeigt anhand von Daten des Mess-Satelliten „Orbiting Carbon Observatory-2“ und einem Atmosphärenmodell die Entwicklung und Verteilung des Kohlenstoffdioxids in der Erdatmosphäre in einem Jahresverlauf zwischen September 2014 bis September 2015: die Erdoberfläche ist als elliptische Scheibe dargestellt, sodass CO2-Bewegung und -Konzentration in verschiedenen Höhen der Erdhülle weltweit gut zu sehen sind.

## Ausblick
Der anthropogene Kohlenstoffdioxideintrag in die Atmosphäre wird sich nach übereinstimmender wissenschaftlicher Auffassung selbst bei einem weitgehenden künftigen Emissionsstopp nur allmählich verringern und in signifikanten Mengen das Klimasystem über die nächsten Jahrtausende nachhaltig prägen. Einige Studien gehen noch einen Schritt weiter und postulieren unter Einbeziehung der Erdsystem-Klimasensitivität und verschiedener Kippelemente eine sich selbst verstärkende Erwärmungsphase mit einer Dauer ähnlich dem Paläozän/Eozän-Temperaturmaximum. Sollten die anthropogenen Emissionen in der aktuellen Höhe fortdauern, so werden sich wahrscheinlich Rückkopplungseffekte ergeben, die die atmosphärische CO2-Konzentration weiter steigen lassen. So ergibt sich aus Berechnungen in einem Business-as-Usual-Szenario, dass etwa gegen Mitte dieses Jahrhunderts die Böden nicht mehr eine Senke, sondern eine Quelle von Kohlenstoffdioxid sein werden. Ab dem Jahr 2100 werden sie dann voraussichtlich mehr emittieren als die Meere absorbieren können. Simulationen ergaben, dass aus diesem Effekt bis zum Ende des Jahrhunderts eine Erwärmung um 5,5 °C anstelle von 4 °C ohne diese Rückkopplung resultiert.
Verschiedene Berechnungen kommen zu dem Schluss, dass die Carbonatverwitterung in ca. 30.000 Jahren gesättigt sein wird und dass in der Folge keine weitere Absenkung der CO2-Konzentration in der Atmosphäre und den Ozeanen stattfindet. Da die dann wirkende Silikatverwitterung nochmals langsamer abläuft, werden in 100.000 Jahren noch etwa 5 % der vom Menschen eingebrachten Kohlenstoffmenge in der Atmosphäre vorhanden sein. Erst in etwa 400.000 Jahren würde demnach die Kohlenstoffmenge wieder Werte erreichen, wie sie vor dem menschlichen Eingriff in den Kohlenstoffzyklus existierten.
Sehr wahrscheinlich werden die in der Vergangenheit liegenden Ereignisse wie Klimaschwankungen, Massenaussterben oder der Megavulkanismus einer magmatischen Großprovinz weiterhin wesentliche Faktoren der künftigen Erdgeschichte sein. Über geologische Zeiträume von mehreren hundert Millionen Jahren werden sich mit der Abkühlung des Erdinneren sowohl der Vulkanismus als auch die damit verbundenen plattentektonischen Prozesse abschwächen und die Rückführung von CO2 in die Atmosphäre verlangsamen. Der Kohlenstoffdioxid-Gehalt wird zuerst für C3-Pflanzen auf eine existenzbedrohende Konzentration von unter 150 ppmV sinken. Für C4-Pflanzen liegt die Untergrenze dagegen bei 10 ppmV. Über den Zeitrahmen dieser Veränderungen geben die verschiedenen Studien stark abweichende Antworten.